# IVotronic
IVotronic est une machine à voter sans papier équipée d'un écran couleur de 15 pouces. Une version (ou un modèle?) de cette machine a été agréée par le ministère de l'intérieur français , sous le code NOR : INTA0500736A.

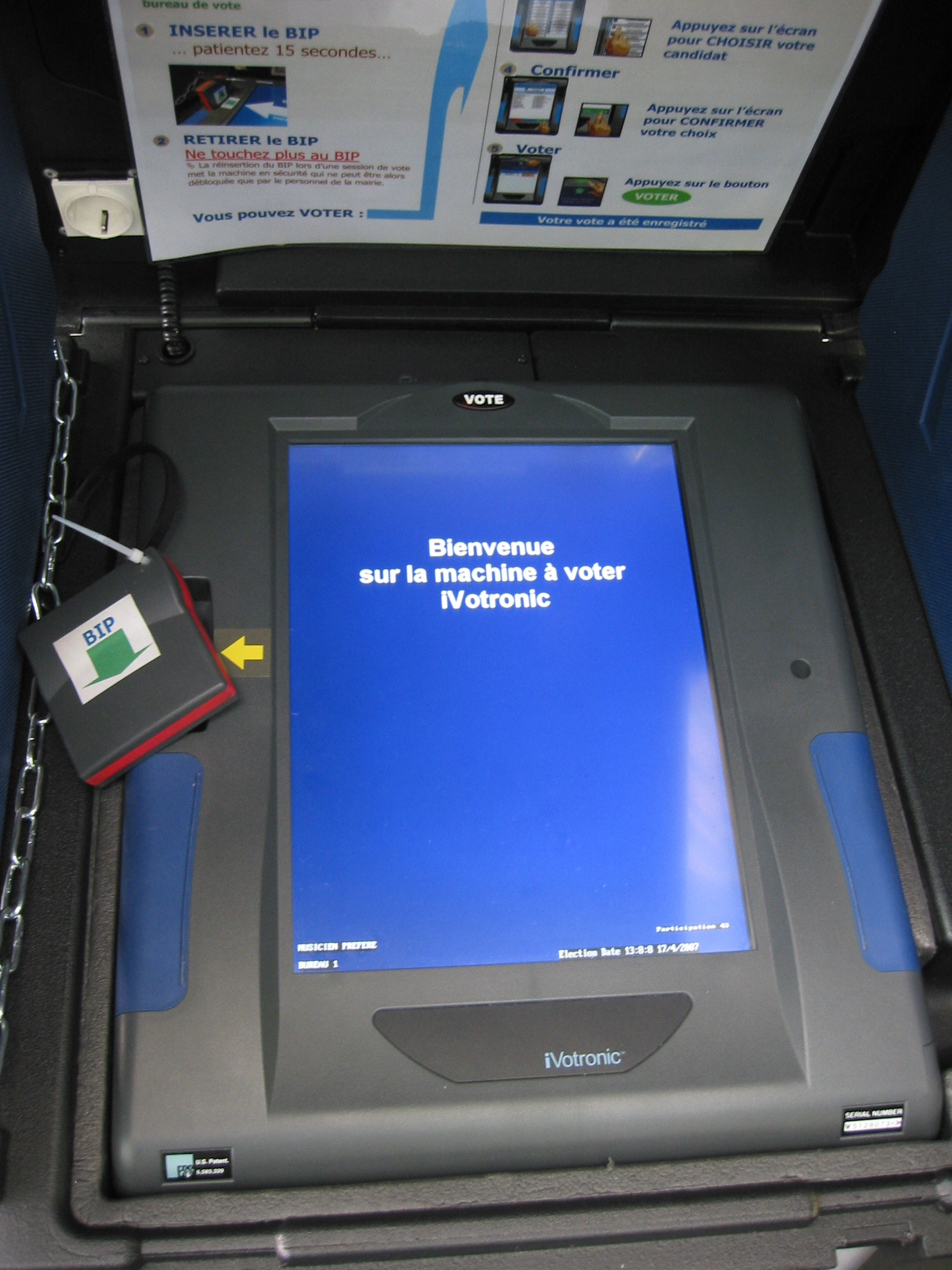
Machine à voter IVotronic utilisée à Issy-les-Moulineaux.

IVotronic est conçue et commercialisée par «Election Systems & Software, Inc. (ES&S)»  ; puis importée et exploitée en France par Datamatique.
Toutefois, aucun document officiel sur cette machine ne semble disponible sur internet, en raison du secret industriel protégeant  les fabricants et leurs importateurs, ainsi que les organismes d’inspection.
Le département d’État de l’État de Washington a également accordé son agrément à ce modèle de machine.
Lors des élections présidentielles françaises de 2007, huit villes utilisent ce type de machine qui ont une valeur unitaire de 4 500 euros, sans option. Les 8 villes concernées sont Issy-les-Moulineaux, Noisy-le-Sec, Saint-Malo, Meylan, Voreppe,  Thyez, Ifs et Wissous.
Lors de l'élection présidentielle française de 2012 la ville d'Issy-les-Moulineaux utilise à nouveau ce type de machine.
Cependant, il semble difficile à une équipe municipale de savoir si une machine IVotronic donnée est agréée ; il existe en effet plusieurs types de machines différentes : l'une de ces différences est l'absence de clavier braille.

## Composition
La paquet iVotronics se compose de deux valises. D'une part un écran tactile et une valise de transport servant d'isoloir. D'autre part, une valise pour ouvrir et fermer le scrutin, enregistrer et transporter les votes, et imprimer des états de vote.
Les machines à voter de l'entreprise ES&S seraient basées sur des processeurs i386.
Le code source est livré à l'entreprise Bureau Veritas ainsi qu'au ministère de l'Intérieur, où il est consultable.
La seule connexion de la machine à un réseau extérieur est la connexion au réseau électrique.
La machine est assemblée aux Philippines.

### Interfaces
La machine est équipée de plusieurs interfaces, notamment RJ-45, audio ; alimentation électrique, port série pour l'imprimante, carte CompactFlash dans un compartiment sous scellé ; port infrarouge,.
Le port infrarouge sert notamment à communiquer avec un équipement et un logiciel électronique dénommé Boîtier Interactif Portable.
Le ticket qui sert de résultats officiels est donné par un autre équipement électronique indépendant de la machine à voter, une imprimante série qui ne fait pas l'objet de certification.

## Versions
Dans le bureau de vote 37 d'Issy-les-Moulineaux,  l'ordinateur de vote utilisé en 2007 avait les caractéristiques suivantes :
«ESS iVotronic SN 5116502 * Boîtier interactif portable PS2353705 * Firmware 1.07 * Logiciel 8.1.0.0f-FR créé 13/05/05 11:00»
Dans le bureau de vote 01 de Meylan, l'ordinateur de vote utilisé en 2008 avait les caractéristiques suivantes :
«ESS iVotronic SN 5120052 * PS159187 * Firmware 1.07 *  Logiciel 8.1.0.0f-FR créé 13/05/05 11:00»

À Meylan la machine a fait des comptes inexacts ; il existait une erreur d'une voix, sans doute à cause d'une erreur logiciel.
Sur les sites de vente en ligne, d'autre versions sont disponibles pour la même firmware 1.07 ; c'est par exemple le cas de la version logiciel 9.2.0.2, ou de la version matérielle 1.1, une version plus récente datant de 2008.

## Stockage des votes
Les données du scrutin sont stockées de manière redondante (3 exemplaires). Les voix des électeurs sont stockées de manière aléatoire en mémoire. En théorie, cela empêche à un instant donné de savoir ce qu'a voté le dernier électeur. Les votes ne sont pas stockés avec un compteur par candidat, mais avec un compteur par électeur. Si 30 électeurs votent pour A, et 20 pour B, la mémoire peut contenir 10 A, puis 20 B, puis 20 A. 
Une intervention sur la machine à voter nécessite une authentification par mot de passe.
La machine permet d'imprimer un historique appelé «Audit Log», indiquant des opérations effectuées sur la machine.

## Fiabilité
Ces machines utilisées en France auraient perdu 18 000 votes lors d’une élection en Floride[réf. souhaitée].
Le rapport indique qu' «Il est possible qu’une personne non autorisée puisse déclencher une attaque, et dès lors qu'une machine est infectée, le virus se répandrait de machine en machine via les mémoires amovibles sans plus nécessiter d’autres attaques.».
«Le rapport conseille également aux responsables des opérations de scrutin de demander sans attendre à ES&S de procéder aux corrections nécessaires du logiciel, et de ne pas utiliser ces matériels tant que les corrections n’auront pas été apportées[réf. souhaitée].
Toutefois, les opposants aux machines à voter confondent parfois faille de sécurité et fonctionnalité, par exemple, «un président de bureau doit pouvoir intervenir au cas où» un électeur quitte l'isoloir avant que son vote ne soit complété.
Au Texas, et en Virginie de l'ouest, des électeurs ont voté pour un candidat républicain alors qu'ils auraient préféré voter pour un candidat démocrate en raison des problèmes de calibration des machines à vote à écran tactile. La calibration doit notamment être refaite lors de changements de température, ou à la suite d'une longue période d'inutilisation de la machine, dans le cas contraire le vote peut ne pas correspondre au choix de l'utilisateur, mais à un choix adjacent.

## Fiches de contrôle
Deux types de feuilles de contrôle peuvent être imprimées après le vote.
- une feuille retraçant, dans un ordre aléatoire, chaque vote.
- une feuille traçant, sur chaque machine à voter, toutes les phases horaires du scrutin.

Ceci permet  en cas de contestation, de recompter manuellement les votes, et de vérifier l'ordre de l'ouverture de la machine à voter, du passage des électeurs, et de la fermeture de la machine. Cependant, le vote restant anonyme, il n'est pas possible pour un électeur de vérifier que sa voix a bien été prise en compte, conformément aux recommandations de la CNIL.

## Ressources humaines
Les personnels des mairies impliquées doivent suivre une formation de 3 jours.

## Transmission des résultats
L'opération de vote se termine par un transfert automatisé des résultats.
Cette transmission se fait par modem, en anglais (appel au 01.41.23.87.57).

## Critiques

### Critiques de l'IVotronic
La machine utilise des technologies propriétaires, de ce fait, le processus de vote est opaque et non transparent.
Les mots de passe ne sont que très peu sécurisés. Huit mots de passe permettent d'accéder à la machine mais deux d'entre eux sont codés sur 3 et 7 caractères, ainsi, une attaque par force brute est possible.
La redondance du stockage ne suffit pas à garantir leur validité, notamment dans le cas de l'utilisation d'un logiciel frauduleux.
Il semble impossible de vérifier la mise à zéro des compteurs.

### Critiques inhérentes aux machines à voter
Le fait de savoir lire et écrire ne suffit pas pour contrôler l'intégrité du système de vote. Des connaissances en informatiques semble être un prérequis.
Si les scellés peuvent être contrefaits, un ordinateur de vote pourrait être modifié avant le vote sans que les membres du bureau de vote s'en aperçoivent. Les membres du bureau de vote ne peuvent que constater un fonctionnement apparent de la machine. Rien ne peut garantir que la machine fonctionnera correctement.
La sécurité ainsi que l'intégrité des machines reposent en grande partie dans la confiance en une entreprise privée, et ne peut plus être vérifiée par des électeurs.
Pour que les preuves papiers soient utiles, il faut les compter, et donc reconnaître l'inutilité des machines à voter.

## Critique de process
Le fait que les mairies conservent les machines entre deux élections peut poser des problèmes de sécurité.

### Autres critiques
Des problèmes de fiabilités sont possibles (erreur humaine) lors de la programmation. L'industrie a déjà connu des échecs avec des produits certifiés.